# Malingichthys
Malingichthys è un genere di pesci ossei estinto, appartenente ai folidoforiformi. Visse nel Triassico medio (Ladinico, circa 138 - 135 milioni di anni fa) e i suoi resti fossili sono stati ritrovati in Cina.

## Descrizione
Questo pesce era di piccole dimensioni e non raggiungeva la lunghezza di 10 centimetri. Possedeva un corpo relativamente compatto ma abbastanza allungato, ed era caratterizzato da una volta cranica parzialmente fusa, un osso preopercolare a forma di mazza da hockey ed elementi sopraneurali; quest'ultima caratteristica non è nota in altri folidoforiformi. Le vertebre addominali di Malingichthys erano diplospondile, una caratteristica che si riscontra in altri folidoforiformi come Pholidoctenus e Grimmenichthys. 
In generale Malingichthys richiamava altri attinotterigi successivi come Pholidophorus o Ankylophorus, ma le dimensioni erano minori e alcune caratteristiche erano più arcaiche. 

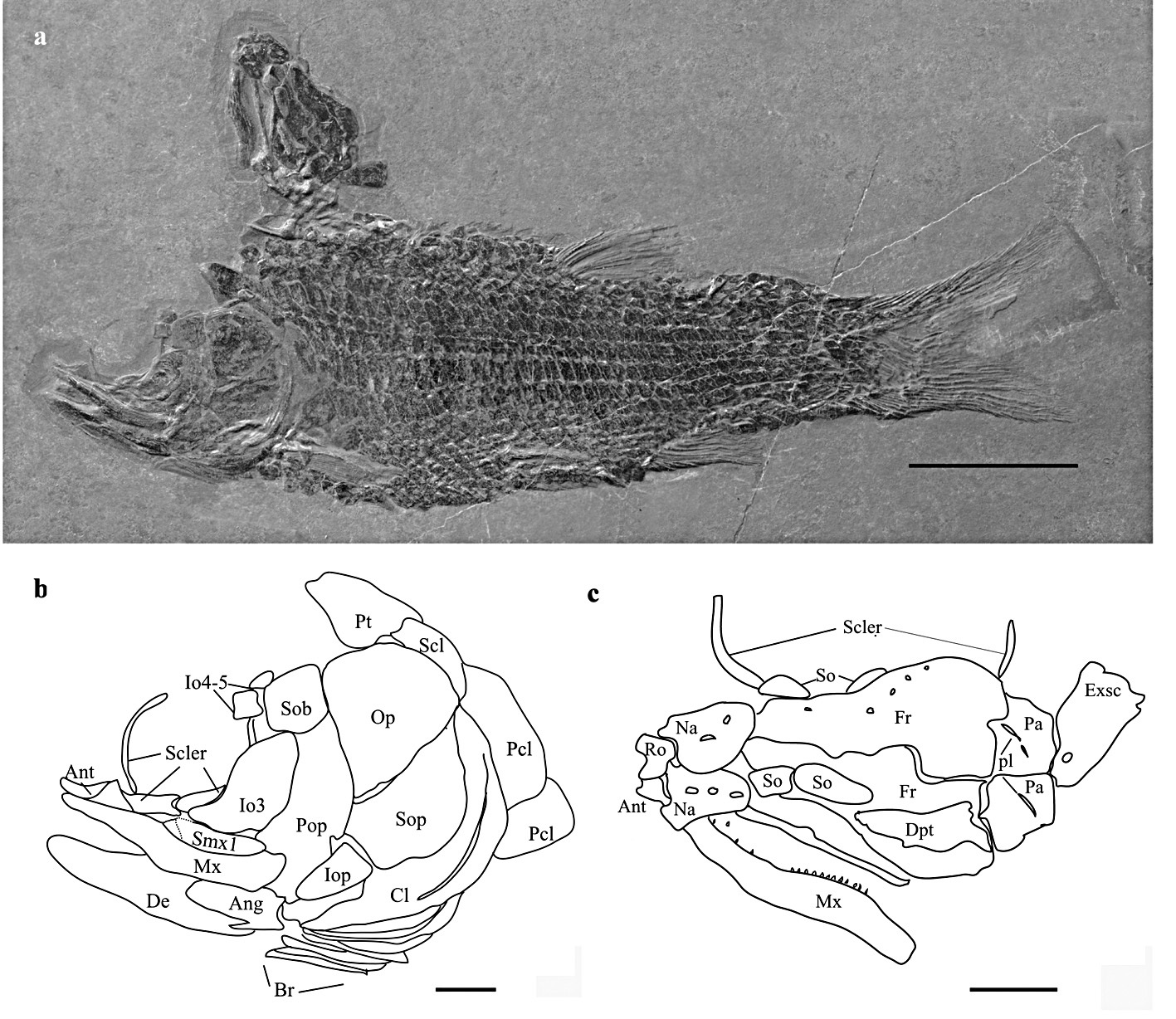
Fossile e ricostruzione di Malingichthys wanfenglinensis

## Classificazione
Malingichthys è il membro più antico e arcaico dei folidoforidi (Pholidophoridae), un gruppo di pesci considerati forme basali di teleostei (il più grande gruppo di pesci attuali). Malingichthys è noto per due specie, Malingichthys nimaiguensis (la specie tipo) e Malingichthys wanfenglinensis, entrambe note per esemplari ritrovati nei pressi del villaggio di Nimaigu vicino a Wusha (Guizhou, Cina). 